# Provincia Entre Ríos

Localizarea provinciei în Argentina

Provincia Entre Ríos (spaniolă Provincia del Entre Ríos) este una dintre provinciile Argentinei, localizată în partea nord-estică a statului. Capitala provinciei este orașul Paraná.